# Kai Fuhrmann
Kai Fuhrmann (* 6. Februar 1994 in Dresden) ist ein ehemaliger deutscher Ruderer. 2014 gewann er im Doppelvierer Bronze bei den Welt- und Europameisterschaften.

## Sportliche Karriere
Kai Fuhrmann vom Laubegaster Ruderverein gewann bei den Junioren-Weltmeisterschaften 2011 zusammen mit Denis Sittel den Titel im Doppelzweier, bei den Junioren-Weltmeisterschaften 2012 holte er seinen zweiten Titel zusammen mit Ole Daberkow. 2013 trat der Zweimetermann erstmals bei den U23-Weltmeisterschaften an. Zusammen mit Patrick Leineweber, Ruben Steinhardt und Ole Daberkow gewann er die Bronzemedaille im Doppelvierer. 2014 rückte Fuhrmann in den Doppelvierer in der Erwachsenenklasse auf. Zusammen mit Karl Schulze, Philipp Wende und Tim Grohmann belegte er bei den Europameisterschaften in Belgrad den dritten Platz hinter den Ukrainern und den Briten. Bei den Weltmeisterschaften in Amsterdam siegten ebenfalls die Ukrainer vor den Briten und den Deutschen. 2015 verlor Fuhrmann seinen Platz im deutschen Doppelvierer. Bei den U23-Weltmeisterschaften belegte er 2015 den siebten und 2016 den sechsten Platz im Doppelvierer.